# Parhelophilus
Parhelophilus is een vliegengeslacht uit de familie van de zweefvliegen (Syrphidae).

## Soorten
- P. brooksi Curran, 1927
- P. consimilis (Malm, 1863) Veenfluweelzweefvlieg
- P. crococoronatus Reemer, 2000
- P. currani Fluke, 1953
- P. divisus (Loew, 1863)
- P. flavifacies (Bigot, 1883)
- P. frutetorum (Fabricius, 1775) Bosfluweelzweefvlieg
- P. integer (Loew, 1963)
- P. kurentzovi (Violovitsh, 1960)[1]
- P. laetus (Loew, 1963)
- P. obsoletus (Loew, 1863)
- P. porcus (Walker, 1849)
- P. rex Curran and Fluke, 1922
- P. versicolor (Fabricius, 1794) Gewone fluweelzweefvlieg